# Мрезиг, Хуссем
Хуссем Эддин Мрезиг (араб. حسام الدين ميرازيق‎; 23 марта 2000, Айн Арнат, Сетиф, Алжир) — алжирский футболист, полузащитник российского клуба «Динамо» Махачкала и сборной Алжира.

## Клубная карьера
В июле 2020 года подписал четырёхлетний контракт с алжирским клубом «Белуиздад». 6 декабря 2020 года дебютировал за клуб в игре против ливийского клуба «Ан-Наср» (2:0) в ответном матче отборочного раунда Лиги чемпионов КАФ 2020—2021. 21 августа в дерби против УСМ Алжир сезона 2020/2021 забил свой первый гол за клуб. 29 августа 2023 года «Белуиздад» отдал Мрезига в аренду в клуб Португальской Примейра-лига «Визела» с возможностью подписания полноценного контракта. 5 февраля 2024 года он вернулся в «Белуиздад», так и не проведя ни одного матча за «Визелу». Три раза в составе «Белуиздада» выигрывал чемпионат Алжира, также становился обладателем Кубка Алжира. 31 июля 2024 года стало известно, что Мрезиг подписал контракт с российским клубом «Динамо» Махачкала. 14 августа 2024 года в выездном матче Кубка России пути РПЛ против московского «Динамо», выйдя на 83-й минуте вместо Темиркана Сундукова дебютировал за клуб. 23 августа в выездном матче 6-го тура против «Рубина», заменив в перерыве Залимхана Юсупова, провёл свой первый матч в российской Премьер-Лиге.

## Карьера в сборной
21 ноября 2021 года главным тренером сборной Алжира Маджидом Бугеррой был вызван для участия на Кубке арабских наций в Катаре, это было его первое выступление на международном турнире, где он стал чемпионом в составе национальной команды. 17 сентября 2022 года Мрезиг был вызван в сборную тренером Джамелем Бельмади для участия в двух товарищеских матчах против Гвинеи и Нигерии.